# 앤서니 필립스
앤서니 에드윈 필립스(영어: Anthony Edwin Phillips, 1951년 12월 23일 ~ )는 영국의 음악가, 송라이터, 프로듀서 그리고 가수로, 록 밴드 제네시스의 오리지널 리드 기타리스트로서 1967년부터 1970년까지 두각을 나타냈다. 그는 1970년 7월에 탈퇴하고 더 많은 악기 연주를 배우기 시작했으며, 이후 솔로 경력을 시작했다. 그룹이 주류 인기의 돌파구를 앞둔 시점에서 제네시스를 떠난 그의 행보는 그를 "프로그레시브 록의 피트 베스트"라고 부르게 했지만, 베스트와는 달리 필립스는 자발적으로 떠났다.
필립스는 1977년 첫 솔로 음반 《The Geese & the Ghost》를 발표하였다. 그는 이후에도 솔로 음반, 텔레비전 및 영화 음악, 여러 아티스트와의 협업, 자신의 녹음을 모은 컴필레이션 음반 등을 계속해서 발표하고 있다.

## 경력

### 제네시스
1967년 1월, 애논이 해체된 후, 필립스와 마이크 러더퍼드는 작곡 파트너가 되어 여러 데모 녹음을 시작하였다. 이들은 또 다른 해체된 학교 밴드인 가든 월의 멤버였던 차터하우스 학교 동문 토니 뱅크스를 키보디스트로 초대하였다. 뱅크스는 이에 동의하였고, 가든 월 동료였던 보컬리스트 피터 가브리엘 (스포큰 워드에서 드러머로도 활동했던 인물)과 드러머 크리스 스튜어트의 참여를 제안하였다. 다섯 명은 데모 테이프를 제작하여 조너선 킹에게 전달하였고, 킹은 이들을 자신의 퍼블리싱 회사와 계약시키고 싱글 음반 몇 장을 녹음하게 하였다. 킹은 이 그룹에 제네시스라는 이름을 붙였으며, 스튜디오 음반을 녹음할 것을 제안하였다. 이 음반은 《From Genesis to Revelation》이 되었다. 필립스는 킹이 멤버들의 동의 없이 곡에 스트링 편곡을 추가한 것에 특히 분노하였는데, 이는 녹음 기술의 한계로 인해 음반의 나머지 부분이 모노로 축소되어야 했기 때문이었다. 필립스는 이 시기에 제네시스의 작곡 과정에 자신의 역할이 거의 없었다고 밝혔으며, 《From Genesis to Revelation》 수록곡 대부분은 가브리엘과 뱅크스가 작곡한 것이라고 말했다.
1969년 9월, 17세의 필립스는 대학 학위를 취득하지 않고 가브리엘, 뱅크스, 러더퍼드와 재결합하기로 결정했다. 그러나 1970년 초, 밴드 세트에 솔로를 넣을 수 있는 공간이 부족하고 새로운 소재를 개발할 시간이 부족했기 때문에 끊임없는 투어가 필립스에게 익숙해지기 시작했다. 설상가상으로 그는 무대 공포증을 앓았고, 시간이 지남에 따라 점점 더 악화되어 3개월 동안 무대 공포증과 싸웠다. 기관지 폐렴에 걸린 후, 필립스는 의사로부터 밴드를 그만두라는 조언을 받았다.

## 음반 목록

### 제네시스
- From Genesis to Revelation (1969)
- Trespass (1970)
- Genesis Archive 1967–75 (1998)
- Platinum Collection (2004)
- Genesis 1970–1975 (2008)
- R-Kive (2014)
- BBC Broadcasts (2023)

### 솔로
- The Geese & the Ghost (1977)
- Wise After the Event (1978)
- Private Parts & Pieces (1978)
- Sides (1979)
- Private Parts & Pieces II: Back to the Pavilion (1980)
- 1984 (1981)
- Private Parts & Pieces III: Antiques (1982)
- Invisible Men (1983)
- Private Parts & Pieces IV: A Catch at the Tables (1984)
- Harvest of the Heart (1985)
- Private Parts & Pieces V: Twelve (1985)
- Private Parts & Pieces VI: Ivory Moon (1986)
- Private Parts & Pieces VII: Slow Waves, Soft Stars (1987)
- Tarka (1988, with Harry Williamson)
- Missing Links Volume One: Finger Painting (1989)
- Slow Dance (1990)
- Private Parts & Pieces VIII: New England (1992)
- Sail the World (1994)
- Missing Links Volume Two: The Sky Road (1994)
- Gypsy Suite (1995, with Harry Williamson)
- The Living Room Concert (1995)
- The Meadows of Englewood (1996, with Guillermo Cazenave)
- Private Parts & Pieces IX: Dragonfly Dreams (1996)
- Missing Links Volume Three: Time and Tide (1997)
- Live Radio Sessions (1998, with Guillermo Cazenave)
- Archive Collection Volume I (1998)
- Private Parts & Pieces X: Soirée (1999)
- Radio Clyde (2003)
- Archive Collection Volume II (2004)
- Field Day (2005)
- Wildlife (2007, with Joji Hirota)
- Missing Links Volume Four: Pathways & Promenades (2009)
- Ahead of the Field: Music for TV and Film (2010)
- Seventh Heaven (2012, with Andrew Skeet)
- Private Parts & Pieces XI: City of Dreams (2012)
- Harvest of the Heart: An Anthology (2014)
- Strings of Light (2019)
- Private Parts & Pieces XII: The Golden Hour (2024)